# 고산문학대상
고산문학대상은 사대주의와 한문문학의 밀림 속에서 우리 국어의 아름다움을 갈고 닦아내 주체적 민족문화의 지평을 열어놓은 국문학의 비조(鼻祖) 고산 윤선도 선생의 자주적 문화정신과 업적을 기리기 위해 2001년 전라남도 해남군의 지원으로 제정된 문학상으로 해남군이 주최하고, 고산문학 축전운영위원회와 계간 ‘열린시학’이 주관하는 문학상이다. 1 ~ 8회까지는 학술과 시조 작품 1인에 대해 시상하다가 9회부터 시와 시조 시인을 각각 선정한다.

## 역대 수상 작품
|            | 학술 부문                                                                                                   | 작품 부문              |
| ---------- | --- | ---------------------- |
| 1999년     | 백한이 |                        |
| 2001년 1회 | 문영오 |                        |
| 2002년 2회 | | 윤금초《땅끝》         |
| 2003년 3회 | 박준규《호남시단의연구》 《고산 윤선도의 생애와 문학》 《고산의 한시연구》 《고산의 수정동원림과 산중신곡》 |                        |
| 2004년 4회 | | 서별(본명 서봉석)      |
| 2005년 5회 | | 김종길《가을》외 9편   |
| 2006년 6회 | 성기옥《자연인식의 기본 틀》                                                                                |                        |
| 2007년 7회 | | 송선영 《원촌리의 눈》 |
| 2008년 8회 | | 박기섭 《엮음 愁心歌》 |

|             | 시 부문                                        | 시조 부문                          |
| ----------- | ---------------------------------------------- | ---------------------------------- |
| 2009년 9회  | 최동호 《불꽃 비단벌레》                       | 이근배 《사랑 앞에서는 돌도 운다》 |
| 2010년 10회 | 이건청 《반구대 암각화 앞에서》                | 김제현 《우물 안 개구리》          |
| 2011년 11회 | 오탁번 《우리동네》                            | 박시교 《아나키스트에게》          |
| 2012년 12회 | 이영춘 《봉평 장날》                           | 이상범 《풀꽃 詩經》               |
| 2013년 13회 | 맹문재 《사과를 내밀다》                       | 조오현 《적멸을 위하여》           |
| 2014년 14회 | 강형철 《환생》                                | 김영재 《화답》                    |
| 2015년 15회 | 안상학 《그 사람은 돌아오고 나는 거기 없었네》 | 이승은 《넬라 판타지아》           |
| 2016년 16회 | 송경동 《나는 한국인이 아니다》                | 이지엽 《내가 사랑하는 여자》      |
| 2017년 17회 | 성선경 《파랑은 어디서 왔나》                  | 김정희 《구름 운필》               |
| 2018년 18회 | 박구경 《국수를 닮은 이야기》                  | 오세영 《춘설》                    |
| 2019년 19회 | 나희덕 《파일명 서정시》                       | 오승철 《오키나와의 화살표》       |

## 신인상
등단 10년 이하 시인이 최근 2년 동안 발간한 시집을 대상으로 예심과 본심으로 나눠 2개월 동안 진행됐다. 
|             | 시 부문                                  | 시조 부문               |
| ----------- | ---------------------------------------- | ----------------------- |
| 2017년 17회 | 이설야 《우리는 좀더 어두워지기로 했네》 | 유헌 《받침 없는 편지》 |